# Ome Henk laat zich niet kisten!
Ome Henk laat zich niet kisten! is het negende album van Ome Henk, dat in 1997 werd uitgebracht. Op deze CD worden Zip en Zap geïntroduceerd.

## Tracklist
1. Neem Een Ander In De Maling (Barbie Girl)
2. De Geheime Gang
3. Carnaval Is Niks Voor Mij
4. De Haan Van Fleppensteyn
5. De Hakkie En Takkie Souza
6. Op Zolder Bij Meneer Van Hooydonk
7. Ik Vreet Alleenig Maar Krokette
8. Het Wonderbaarlijke Ei
9. De Zwaarmoedige Verhalen Van Willem Deeprie
10. Valt Hier Nog Wat Te Hyperventilieren?
11. Ergernissen
12. Reclame Commercial Eliminator
13. Binnen En Dus Ook Entree
14. Der Leg Een Schoen Op De Weg
15. Koke Met Panne
16. Reclame Dagobert Mac
17. Het Tjabbe Tjibsma Lied
18. Michael's Demagnetick Soundprocessor
19. Als De Zonnebloem In Bloei Staat
20. Het D.D.T. Team
21. Een Treurige Mededeling